# Corneliu Baba
Corneliu Baba (ur. 18 listopada 1906 w Krajowej, zm. 20 grudnia 1997 w Bukareszcie) – rumuński malarz, portrecista, ilustrator.

## Życiorys
Pierwsze nauki sztuki plastycznej pobierał pod kierunkiem ojca Gheorghe'go Baby – malarza, zwolennika akademizmu. Studiował na Wydziale Filozofii uniwersytetu w Bukareszcie (1926–1930) i równolegle w Akademii Sztuk Pięknych. W latach 1934–1938 studiował na Akademii Sztuk Pięknych w Jassach u Nicolae Tonitza.
W swojej twórczości czerpał z tradycyjnych wzorców klasycznych, tworząc w duchu „Starych Mistrzów”. Baba przyznawał się do inspiracji pracami El Greco, Rembrandta i Goi. Malował głównie portrety, ówczesnych osobistości kultury rumuńskiej, m.in. powieściopisarza Mihaila Sadoveanu (1951), poety Tudora Argheziego (1960) oraz przyjaciół i rodziny.
Jego prace prezentowane były na wielu wystawach krajowych i zagranicznych, m.in.: w Wiedniu, Tokio, Berlinie, Nowym Jorku, Moskwie i Leningradzie.
Baba prowadził również działalność dydaktyczną na akademii w Jassach (1946) i w Bukareszcie (od 1958).

## Członkostwa i odznaczenia
- 1953, 1954 – nagroda państwowa
- 1955 – Złoty Medal na Wystawie Międzynarodowej w Warszawie
- 1960 – Złoty Medal na Międzynarodowej Wystawie Sztuki Książki w Lipsku
- 1962 – tytuł Artysta Ludowy Rumunii
- od 1963 – członek korespondencyjny Rumuńskiej Akademii
- od 1964 – członek korespondencyjny Akademii Sztuk w Berlinie
- od 1968 – honorowy członek Akademii Sztuk ZSRR
- od 1970 – członek korespondencyjny Akademii „Tommaso Campanella” w Rzymie
- 1973 – nagroda na Międzynarodowym Triennale Sztuki Zaangażowanej w Sofii

Źródła:.